# Big Springs (Nebraska)
Big Springs – wieś w Stanach Zjednoczonych, w stanie Nebraska, w hrabstwie Deuel.